# Ella dice
«Ella dice» es una canción de los cantantes de Argentina Tini y Khea, lanzada el 15 de julio de 2020 a través de Hollywood Records. Es el séptimo sencillo del tercer álbum estudio de la cantante titulado Tini Tini Tini (2020). La canción fue certificada como disco de oro en Argentina y fue nominada en 2020 a los Premios Carlos Gardel en la categoría "Canción del año".

## Antecedentes
La canción fue escrita y producida por Andrés Torres y Mauricio Rengifo. El video musical fue lanzado junto a la canción el 15 de julio de 2020 y la dirección estuvo a cargo de Diego Peskins y Nuno Gomes. La misma alcanzó las listas de éxitos de Argentina, Ecuador, México y Uruguay.

## Lista de canciones
| Descarga digital y streaming |             |          |  |
| N.º                          | Título      | Duración |  |
| 1.                           | «Ella dice» | 2:42     |  |

## Posicionamiento en listas
| Listas (2020)                 | Mejor posición |
| ----------------------------- | -------------- |
| Argentina (Argentina Hot 100) | 1              |
| Ecuador (Monitor Latino)      | 8              |
| México (Monitor Latino)       | 2              |
| Paraguay (SGP)                | 41             |
| Uruguay (Monitor Latino)      | 5              |

| Listas (2020)                      | Mejor posición |
| ---------------------------------- | -------------- |
| Argentina Airplay (Monitor Latino) | 26             |
| México (Monitor Latino)            | 75             |
| Uruguay Airplay (Monitor Latino)   | 84             |

## Certificaciones
| País      | Organismo certificador | Certificación | Ventas certificadas | Ref.   |
| --------- | ---------------------- | ------------- | ------------------- | ------ |
| Argentina | CAPIF                  | Oro           | 10 000              | [ 11 ] |